# Campo de Maniobras y Tiro de El Teleno
El Campo de Maniobras y Tiro de El Teleno es un campo de maniobras del Ejército de Tierra de España situado en la provincia de León. El campo, de una superficie total de 6100 hectáreas, ocupa buena parte de los términos municipales de Val de San Lorenzo, Santiago Millas, Luyego, Lucillo y Santa Colomba de Somoza, y su comandancia se ubica en el Acuartelamiento Santocildes en Astorga.

## Descripción
El campo se localiza en el sudoeste de la provincia de León, más concretamente en la comarca de la Maragatería. Su parcela principal limita al sudoeste con la sierra de El Teleno y al nordeste con el río Duerna. El campo se divide en una zona de caída de proyectiles de 4350 hectáreas, una zona de maniobra de 1300 hectáreas y otras 27 pequeñas parcelas que se emplean como zonas de campamento, asentamiento de tiro, puesto de mando y observatorio. La zona de caída de proyectiles se encuentra en la ladera nordeste de la sierra de El Teleno, separada de los bosques circundantes por cortafuegos. Esta zona permite el tiro con diversas piezas de artillería desde las otras parcelas. La zona de maniobra, contigua a la de caída, permite la ejecución de ejercicios de a nivel de compañía y, de forma limitada, de batallón, incluyendo campos de tiro para armas portátiles, lanzagranadas y contracarro.
La vegetación del campo está dominada por brezos, piornos, escobas, jaras y tomillos, y también incluye áreas forestadas con robles, encinas, pinos y alisos. En las zonas de acceso restringido encuentran refugio especies elusivas como los lobos. Las parcelas pequeñas se encuentran dispersas en los términos municipales y hay zonas cultivadas y habitadas en el terreno entre las parcelas. La ladera de El Teleno contiene restos de asentamientos romanos, que explotaban minas de oro en la zona.

## Historia
El uso de la zona como campo de maniobras comenzó durante la Segunda República y fue continuado de manera informal por el Ejército hasta 1963, cuando se oficializó su uso con un convenio entre el Ministerio del Ejército y los municipios afectados. A principios de la década de 1980, el Ejército decidió consolidar su uso de la zona y expropió por procedimiento de urgencia parcelas que previamente se habían dedicado a la explotación forestal y agropecuaria, incluyendo tanto terrenos con propietarios particulares como tierras comunales. Las expropiaciones suscitaron oposición local, pero fueron forzadas aludiendo a la prevalencia de los intereses de la defensa nacional. Un total de 6111 hectáreas fueron expropiadas.
La intensificación del uso de la zona como polígono de tiro de artillería, con proyectiles volando no solo sobre las zonas expropiadas, sino también sobre terrenos de cultivo y habitados, creó oposición a una posible ampliación del campo y un movimiento a favor de su desmantelamiento y conversión en un espacio natural y cultural protegido. Varios incidentes y accidentes debido al uso militar de la zona, incluyendo la provocación de incendios por las explosiones, el paso de vehículos militares pesados que daña los caminos locales, la caída de proyectiles fuera de las zonas señaladas y accidentes resultantes de la manipulación de proyectiles no detonados, uno de los cuales terminó con la vida de un vecino, intensifican la oposición local al campo de tiro. En 1998 se produce un gran incendio que quema más de 4000 hectáreas, incluyendo una gran extensión de pinares. El Ministerio de Defensa reaccionó destacando un retén contraincendios al campo de tiro e intensificando las labores de prevención de incendios, así como promoviendo estudios medioambientales que aducen que el uso militar de la zona puede ser incluso beneficioso para su flora y fauna.
La abundancia de restos arqueológicos en el campo, con las minas de oro pudiendo representar el más extenso complejo minero romano, han llevado a algunos oponentes del campo a proponer que se convierta en un parque arqueológico que, gracias al posible turismo, revitalice la comarca.